# Puzzle (roman)
Pour les articles homonymes, voir Puzzle (homonymie).
Puzzle est un roman écrit par Franck Thilliez et paru en octobre 2013 aux éditions Fleuve noir.
Le roman met en scène deux jeunes gens, Ilan et Chloé, anciens amants, qui participent à une chasse au trésor dont la récompense permettrait de changer leurs vies. Après plusieurs épreuves en région parisienne, ils sont sélectionnés dans le groupe des 8 finalistes du jeu. La chasse au trésor se poursuit alors dans un hôpital psychiatrique désaffecté situé dans les Alpes. Les 8 participants sont manipulés par le concepteur du jeu, apparemment présent en permanence et qui les surveille avec des caméras de surveillance. La situation se complique quand Lucas Chardon, malade mental ayant massacré plusieurs personnes quelques mois auparavant, parvient à s'échapper de la garde des gendarmes et semble s'être réfugié au sein des locaux de l'hôpital psychiatrique.

## Nombres 8 et 64
Les nombres 8 et 64 sont évoqués à plusieurs reprises dans le roman.
En premier lieu, le roman est composé de 64 chapitres (8², soit 8 à la puissance 2). 
En deuxième lieu, il est évoqué que Lucas Chardon avait massacré 8 personnes le 22 décembre précédent.
En troisième lieu, les aventures d'Ilan et de Chloé se déroulent dans un cadre dans lequel 8 personnes sont impliquées.
En quatrième lieu, au chapitre 51, l'auteur écrit :
(…) il continua à appuyer sur les boutons [du pupitre de commande]. Il y en avait soixante-quatre, autant que le nombre de cases sur un échiquier. Soixante-quatre points stratégiques permettant de décortiquer leurs actions, de suivre leur progression à l'intérieur de PARANOÏA. (…)
En définitive, la lecture du roman, combinée au titre, à huit personnes massacrées, à 8 joueurs actuels, aux 64 chapitres du récit, fait penser à un puzzle ou un échiquier de 8 cases sur 8 cases, formant 64 pièces du puzzle.

## Incipits
- Le roman débute par un extrait de Marcel Proust dans Du côté de chez Swann :

« Mais, quand d’un passé ancien rien ne subsiste, après la mort des êtres, après la destruction des choses, seules, plus frêles mais plus vivaces, plus immatérielles, plus persistantes, plus fidèles, l’odeur et la saveur restent encore longtemps, comme des âmes, à se rappeler, à attendre, à espérer, sur la ruine de tout le reste, à porter sans fléchir, sur leur gouttelette presque impalpable, l’édifice immense du souvenir. ».
- Dans la page qui suit, avant le début du récit, un dessin est présenté, montrant un paysage campagnard, avec au centre un petit lac au sein duquel se trouve un double îlot, sur les côtés gauche et droit deux collines, et au dernier plan des montagnes presque effacées. Entre l'avant-dernier plan et le dernier plan , en hauteur, reliant les deux collines de gauche et de droite, se trouve un arc-en-ciel en courbe.

Dans un cartouche informatif en bas à gauche du dessin se trouvent des nombres et des chiffres mystérieux. En haut du dessin, une phrase manuscrite obscure peut être lue : « Ici-bas, c'est le CHAOS. Mais du sommet, tu trouveras l'Équilibre. Là sont toutes les réponses. ».
Ce dessin sera évoqué à des nombreuses reprises dans le roman comme ayant été dessiné par le père d'Ilan et comme comportant un sens caché qui doit être décrypté.

## Personnages

### Suspect d'avoir commis un assassinat collectif
- Lucas Chardon : patient paranoïaque et amnésique.

### Les chercheurs de la chasse au trésor
- Ilan Dedisset : « candidat n° 8 » du jeu.
- Chloé Sanders : ex petite-amie d'Ilan, « candidate n° 7 » du jeu.
- Naomie Fée : candidate du jeu.
- Gaël Mocky : candidat du jeu.
- Maxime Philoza : candidat du jeu.
- Frédéric Jablowsky : candidat du jeu.
- Vincent Gygax : candidat du jeu.
- Ray Leprince : candidat du jeu.

### Autres personnages importants
- Sandy Cléor : psychiatre de Lucas Chardon.
- Béatrice Portinari / Annie Beaucourt : policière, assassinée.
- Virgile Hadès (alias « Romuald Zimler », alias « Gérald Haitinie ») : créateur-organisateur du jeu.
- Valérie Gerbois : malade mentale internée dans l’hôpital psychiatrique désaffecté.

## Résumé
Le roman est composé de 64 chapitres.

### Lucas Chardon
Lucas Chardon est hospitalisé en unité psychiatrique. Il est amnésique. Il a été lié à des événements ayant eu lieu le 22 décembre dernier. Il est placé en garde à vue, puis interné en psychiatrie. Il est interrogé par la psychiatre Sandy Cléor (chapitre 1 ; chapitre 4).
Ce 22 décembre précédent, les gendarmes avaient découvert dans un refuge de montagne huit cadavres : cinq hommes et trois femmes. Dehors, à côté du logis, se trouvait Lucas Chardon, amnésique, couvert de sang, et logiquement soupçonné des meurtres (chapitre 2).

### Aventures d'Ilan et Chloé à Paris
Chapitres 5 à 21.
Quelques semaines avant le 22 décembre, Ilan approche de la trentaine et vit seul dans la grande maison de ses parents, décédés deux ans auparavant. Ils ont perdu la vie dans un accident de bateau. Il reste persuadé que quelqu'un en veut aux secrets de son père, brillant chercheur dans le domaine de la neurologie. Ilan garde précieusement un dessin (celui présenté en incipit du roman), réalisé par son père, en espérant un jour pouvoir le décoder et en comprendre le secret. Un soir, son ex petite-amie Chloé le recontacte soudainement (chapitre 3).
Ilan et Chloé adorent les chasses au trésor et ont longtemps rêvé de participer à la partie ultime, celle de ce jeu mystérieux dont on ne connait pas les règles, seulement le nom : « Paranoïa ». Chloé pense avoir trouvé l'entrée du jeu et comment y participer. D'abord réticent, Ilan finit par se laisser entrainer dans l'aventure (chapitre 5).
Leurs premières investigations les amènent à une péniche amarrée à un quai de la Seine à Paris, où Chloé et Ilan croisent Naomie Fée, une autre chercheuse du trésor (chapitres 6 à 8). L'aventure continue dans le laboratoire de psychologie sociale de la société Effexor où un dénommé Gérald Haitinie fait passer des tests (a priori aberrants) à Ilan. Celui-ci est mis en contact avec un tournevis au manche orange qui lui sert à ouvrir une porte. C'était le but du test, lui dit-on : voir en combien de temps il ouvrirait la porte (chapitres 9 et 10).
En rentrant chez lui, Ilan découvre que son logement a été cambriolé et que la carte dessinée par son père a disparu. Il suit la trace d'une femme à qui un courrier qui lui était destinée avait atterri dans sa boîte aux lettres. La femme est policière et lui donne rendez-vous. Plus tard, il contacte Chloé : elle-aussi a passé les tests chez Effexor ; l'objet qui lui était présenté n'était pas un tournevis mais une photo prise six mois auparavant, quand Ilan et elle étaient encore ensemble. Puis Ilan se rend au domicile de Béatrice Portinari. Il la découvre morte, le corps percé par le tournevis au manche orange qu'il avait manipulé lors des tests chez Effexor. La police arrive quelques minutes après. Il comprend qu'il a été manipulé afin qu'on le fasse passer comme coupable de meurtre, et quitte les lieux discrètement sans se faire voir. Il retourne au lieu où se trouvait la péniche amarrée au quai de Seine : elle a disparu ! Puis il se rend aux locaux de la société Effexor : c'était un leurre, la société n'a jamais existé ! Ilan se rend au domicile de Chloé : son appartement est totalement vide ! (chapitres 11 à 14).
Ilan apprend par une voisine que Chloé, après leur séparation, avait reçu pendant environ trois mois des « croix mortuaires » placardées chaque jour sur sa porte d'entrée. D'abord amusée, puis interrogative, elle avait pris peur et avait déménagé de ce logement. Ilan revoit Chloé et lui parle des derniers événements. Il l'interroge aussi sur les « croix mortuaires ». Elle lui confirme la chose et lui révèle qu'elle avait même été hospitalisée en établissement psychiatrique le temps de se rassurer et de se remonter le moral. Tous deux suivent la piste de « Romuald Zimler ». Ils finissent par retrouver cet homme : c'est celui qu'Ilan et Chloé avaient croisé sous le nom de « Gérald Haitinie » (chapitres 15 à 18).
Ce dernier leur révèle qu'ils sont les deux derniers participants à avoir trouvé les indices disséminés à leur intention, et qu'effectivement ils avaient été manipulés. La femme qu'Ilan a cru assassinée (Béatrice Portinari) ne l’avait jamais été, et que les policiers étaient des membres du jeu. Lui-même s'appelle Virgile Hadès et est le concepteur du jeu « Paranoïa ». Il leur propose le choix suivant : ou bien ils arrêtent tout maintenant, ou alors ils poursuivent le jeu, qui se déroulera hors région parisienne. Chloé et Ilan acceptent le défi. On leur notifie la règle numéro 1 : « Quoi qu'il arrive, rien de ce que vous allez vivre n'est la réalité. Il s'agit d'un jeu. ». Interrogé sur le cambriolage du domicile d'Ilan, Virgile Hadès affirme n'y avoir aucune responsabilité. On les embarque à bord d'une grande voiture 4X4, direction les Alpes (chapitres 19 et 20).
Au petit matin, alors que l'on arrivé dans les Alpes et qu'une tempête de neige surgit, la voiture croise la route d'une autre voiture, qui est en panne, de la gendarmerie. Les deux gendarmes demandent à être convoyés avec leur prisonnier jusqu'à la brigade la plus proche. Le prisonnier s'appelle Lucas Chardon (déjà croisé en début de roman) et il est soupçonné d'avoir tué 8 personnes quelques semaines plus tôt dans un refuge de montagne. On arrive bientôt au but du voyage : le centre psychiatrique désaffecté de « Swanessong », situé à proximité du Grand Massif près de Morzine. (chapitre 21).

### Aventures d'Ilan et Chloé dans les Alpes près de Morzine
Chapitres 22 à 63.
- Réunion des aventuriers et notifications des deux autres règles (chapitres 22 à 24)

Les huit personnes réunies sont informées des modalités du jeu et des impératifs de déplacement dans l'hôpital.
On notifie aux aventuriers la règle numéro 2 : « L'un d'entre vous va mourir ».
Puis la règle numéro 3 : « Vos amis sont vos ennemis ».
- « Premier jour » (chapitres 25 à 41)

- « Deuxième jour » (chapitres 42 à 52)

- « Troisième jour » (chapitres 53 à 60)

- « Quatrième et dernier jour » (chapitres 61 à 63)

### Dénouement et révélations finales
Chapitre 64.
Le dernier chapitre est un entretien entre Lucas Chardon et la psychiatre Sandy Cléor. Cet entretien prend place, chronologiquement, juste après le premier chapitre. On découvre alors que Lucas Chardon et Ilan Dedisset sont une seule et même personne. Lucas Chardon est un grand psychotique schizophrène qui a rêvé tout le récit que le lecteur a lu : les chapitres 2 à 63 sont donc le récit de sa psychose qu'il a fait à sa psychiatre. Il avait réellement tué 8 randonneurs dans un refuge de montagne, avait été placé en garde à vue puis, après reconnaissance de l'existence de troubles psychiques graves, avait été hospitalisé en soins psychiatriques. Il ne s'est jamais échappé de la garde des gendarmes. Le jeu « Paranoïa » n'a jamais existé. Il s'est créé l'identité d'Ilan Dedisset (nom patronymique qui signifie « 2-10-7 »). C'est lui qui avait dessiné le dessin attribué à son père, lequel n'était pas un brillant neurologue mais ouvrier. Ni Virgile Hadès, ni les huit participants à la chasse au trésor (représentant les huit occupants du refuge assassinés) n'ont jamais existé. Se mentant à lui-même par suite de sa maladie, il s'est inventé les aventures de la chasse au trésor, dans laquelle il était le héros et en était le seul survivant.

## Adaptations
En 2016 le roman est adapté en bande dessinée sous le titre de Puzzle, sorti chez Ankama en 2016, avec des dessins de Mig  (ISBN 978-2-359-10540-7),.
En 2019 le roman est adapté en film sous le titre de Play or Die par le réalisateur belge Jacques Kluger, et sort en DVD le 7 août.